# Lista chorążych reprezentacji Zimbabwe na igrzyskach olimpijskich
Lista chorążych reprezentacji Zimbabwe na igrzyskach olimpijskich – lista zawodników i zawodniczek reprezentacji Zimbabwe, którzy podczas ceremonii otwarcia nowożytnych igrzysk olimpijskich nieśli flagę Zimbabwe.

## Chronologiczna lista chorążych
| Lp. | Rok i miejsce     | Chorąży                 | Dyscyplina            |
| --- | ----------------- | ----------------------- | --------------------- |
| 1   | 1928, Amsterdam*  | b.d.                    |                       |
| 2   | 1960, Rzym*       | b.d.                    |                       |
| 3   | 1964, Tokio*      | Lloyd Koch              | Hokej na trawie       |
| 4   | 1980, Moskwa      | Abel Nkhoma             | Lekkoatletyka         |
| 5   | 1984, Los Angeles | Zephaniah Ncube         | Lekkoatletyka         |
| 6   | 1988, Seul        | b.d.                    |                       |
| 7   | 1992, Barcelona   | b.d.                    |                       |
| 8   | 1996, Atlanta     | Tendai Chimusasa        | Lekkoatletyka         |
| 9   | 2000, Sydney      | Phillip Mukomana        | Lekkoatletyka         |
| 10  | 2004, Ateny       | Young Talkmore Nyongani | Lekkoatletyka         |
| 11  | 2008, Pekin       | Brian Dzingai           | Lekkoatletyka         |
| 12  | 2012, Londyn      | Kirsty Coventry         | pływanie              |
| 13  | 2014, Soczi       | Luke Steyn              | Narciarstwo alpejskie |
| 14  | 2016, Rio         | Kirsty Coventry         | pływanie              |
| 15  | 2020, Tokio       | Donata Katai            | pływanie              |
| 15  | 2020, Tokio       | Peter Purcell-Gilpin    | Wioślarstwo           |

* – jako Rodezja Południowa